# О Тебе радуется
«О Тебе́ ра́дуется…» (греч. Ἐπὶ σοὶ χαίρει…) — в православном богослужении особый гимн-богородичен седальна по второй кафизме воскресной утрени восьмого гласа. Текст написан святым Иоанном Дамаскином в честь Богоматери, он находится в Октоихе. Перед текстом данного песнопения в Окто́ихе сделано специальное указание: «Не седя́ще пое́м, но стоя́ще, и со стра́хом и благогове́нием». Кроме того, эта хвалебная песнь используется как задостойник в Литургии Василия Великого (вместо песнопения «Достойно есть» в Литургии Иоанна Златоуста).

## Текст
греч.  Ἦχος πλ. δ'

Ἐπὶ σοὶ χαίρει, Κεχαριτωμένη, πᾶσα ἡ κτίσις, Ἀγγέλων τὸ σύστημα, καὶ ἀνθρώπων τὸ γένος, ἡγιασμένε ναέ, καὶ Παράδεισε λογικέ, παρθενικὸν καύχημα, ἐξ ἧς Θεός ἐσαρκώθη, καὶ παιδίον γέγονεν, ὁ πρὸ αἰώνων ὑπάρχων Θεὸς ἡμῶν∙ τὴν γὰρ σὴν μήτραν, θρόνον ἐποίησε, καὶ τὴν σὴν γαστέρα, πλατυτέραν οὐρανῶν ἀπειργάσατο. Ἐπὶ σοὶ χαίρει Κεχαριτωμένη, πᾶσα ἡ κτίσις, δόξα σοι.
О тебе́ ра́дуется, Благода́тная, вся́кая тварь, А́нгельский собо́р и Челове́ческий род, Освяще́нный хра́ме и раю́ слове́сный, Де́вственная похвало́, из нея́же Бог воплоти́ся и Младе́нец бысть, пре́жде век сый Бог наш, ложесна́ бо твоя́ Престо́л сотвори́, и чре́во твое́ простра́ннее Небе́с соде́ла; о тебе́ ра́дуется, Благода́тная, вся́кая тварь, сла́ва тебе́.

## «О Тебе радуется…» в иконописи

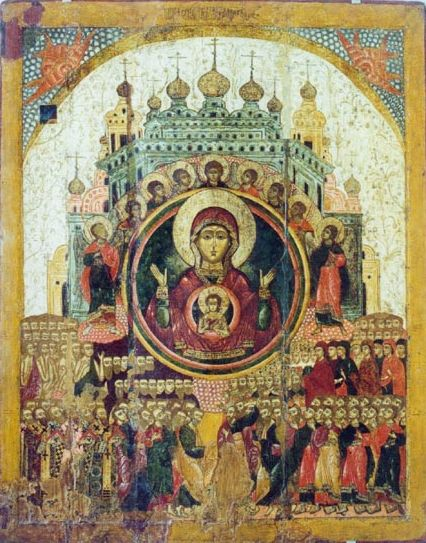
Икона «О Тебе радуется». XVII век. Юрьев-Польский историко-архитектурный и художественный музей

Одноимённая икона иллюстрирует прежде всего начальные строки песнопения: «О Тебе радуется, Благодатная, всякая тварь, ангельский собор и человеческий род, освященный храме и раю словесный…» — и представляет Богоматерь с Младенцем на престоле, в окружении божественной славы; за нею — собор ангелов и храм, расположенный на фоне райского сада.
У подножия престола Иоанн Дамаскин — автор «Октоиха», протягивающий текст своей молитвы Богородице; под ним изображены все чины святости: праотцы, пророки, апостолы, святители, мученики, мученицы и так далее — в соответствии с текстом тайной ходатайственной молитвы, которую произносит в алтаре священник, в то время как хор исполняет песнопение. Венчает композицию полукруг неба — как правило, с изображением небесных ангельских сил («И чрево Твое пространнее небес содела»).
Икона «О Тебе радуется…» появилась в русской живописи в конце XV — начале XVI веков.